# Партийная мобилизация
Партийная мобилизация — в РСФСР, а позднее в СССР массовый призыв коммунистов в армию или на работу в определенный отрасли в условиях политической, военной или экономической нестабильности. 
Общепартийные мобилизации проводились по решению Центрального комитета, местные — по решению губернских (областных) партийных организаций.

## В годыГражданской войны
Первая партийная мобилизация в Красную армию была проведена в июле 1918 года по постановлению Центрального комитета РКП(б) в связи с тяжёлым положением на Восточном фронте. В частности из Москвы в качестве комиссаров и политработников на фронт было отправлено свыше 1500 коммунистов. Петроградская организация дала около 800 человек.
В декабре 1918 — январе 1919 года на Южный фронт, где развернулось наступление ВСЮР, было направлено 2557 коммунистов. Очередная партийная мобилизация на Восточный фронт была объявлена ЦК РКП(б) 13 апреля 1919 года в связи с наступлением армии Колчака. К маю 1919 года было мобилизовано около 10 % членов партии, в большинстве губерний — 20 %, в прифронтовой полосе — 50 %, в районах, находящихся под угрозой захвата — 100 %.
Из Петрограда за апрель — июль 1919 года по партийной мобилизации на фронт отправились около 20 тысяч человек, из них 1000 — ответственных партийных работников. В мае 1919 года была проведена частичная партийная мобилизация на Западный фронт против войск Юденича. В июле 1919 года началась персональная партийная мобилизация на Южный фронт, положение на котором резко ухудшилось. В качестве комиссаров, командиров и административно-хозяйственных работников в июле 1919 года туда было отправлено 438 коммунистов, в августе — 431, в сентябре — 1027.
На Пленуме ЦК 21 сентября 1919 года В. И. Ленин предложил направить на военно-политическую работу максимальное количество крупнейших работников партии. За сентябрь — ноябрь 1919 года на фронт ушли 8700 коммунистов, из которых 3268 человек были посланы Московской организацией. Всего, начиная с лета 1919 года на Южный фронт по партийной мобилизации было направлено около 3000 членов партии.
26 апреля 1920 года во время Советско-польской войны ЦК РКП(б) по персональной мобилизации на фронт ушли 3000 коммунистов, в том числе 100 ответственных работников; на Западный и Юго-Западный фронты было направлено было более 4600 коммунистов. В июне 1920 года началась массовая партийная мобилизация, которая охватила 11 тысяч человек.
5 августа Пленум ЦК РКП(б) направил на Южный фронт ещё 1000 членов партии. 20 августа 1920 года Оргбюро ЦК ВКП(б) объявило ещё одну массовую партийную мобилизацию: в августе — сентябре 1920 года на фронт было послано свыше 5300 коммунистов.
За весь период борьбы с белополяками и войсками Врангеля (апрель — ноябрь 1920 года) по партийной мобилизации в Красную Армию пришли 24244 коммуниста из России и 3000 с Украины. Всего за годы Гражданской войны в период 1918—1920 гг. по партийной мобилизации в армию пришло свыше 200 тысяч коммунистов.

## Трудовой фронт
2 марта 1920 года ЦК ВКП(б)вынес решение о партийной мобилизации пяти тысяч коммунистов на транспорт. IX съезд РКП(б) мобилизовал для работы на транспорте 10 % делегатов. Всего на транспорт было послано 900 руководящих партийных работников и 6000 рядовых коммунистов.
В период 1920—1921 годов проводились частичные партийные мобилизации в топливную промышленность (ноябрь 1920 г.). В крупных промышленных городах России проходили партийные мобилизации коммунистов из национальных меньшинств для укрепления национальных партийных организаций на местах: в сентябре 1920 года мобилизовались азербайджанцы, в октябре — зырян, в ноябре — якутов, в декабре — армян. 31 октября 1921 Оргбюро ЦК РКП(б) мобилизовал 250 членов партии в Наркомат РКИ для инспектирования нефтяных разработок, шахт Донбасса и др.
В августе 1920 года проводилась партийная мобилизация в сельское хозяйство для решения продовольственного вопроса, в январе 1921 года на посевную кампанию было отправлено 18 тысяч человек.
13 февраля 1924 года по предложению ЦК местные партийные организации мобилизовали 3000 человек для работы в кооперативных, культурно-просветительных, советских и партийных сельских органах.
27 октября 1924 года пленум ЦК вынес решение мобилизовать ответственных партийных и советских работников на 3-4 месяца для работы в деревне. В апреле 1925 года 14-я партийная конференция направила в деревню около 3000 пропагандистов и 1000 инструкторов.
После состоявшегося в декабре 1927 года съезда партии ЦК направил на постоянную и временную работу в деревню около 11 тысяч партийных, советских и кооперативных работников. В 1929 году 25 тысяч коммунистов-рабочих отправились в деревню после ноябрьского пленума ЦК ВКП(б) — для организации колхозов.
Постановлением ЦК ВКП(б) и СНК СССР от 25 марта 1931 мобилизация рабочих на нужды текущих кампаний была прекращена.

## Великая Отечественная война
27 и 29 июня 1941 года ЦК ВКП(б) вынес решение о партийной мобилизации коммунистов и комсомольцев в качестве политбойцов. В течение первых трех месяцев войны в армию пришли более 95 тысяч коммунистов и комсомольцев, из которых свыше 58 тысяч оказались на Западном, Северо-Западном и Юго-Западном фронтах. В первые месяцы войны было мобилизовано 500 секретарей ЦК КП союзных республик, краевых, областных, городских и районных комитетов партии, 270 работников аппарата ЦК, около 1300 ответственных работников областного и районного звена, около 2500 слушателей Ленинских курсов, Высшей школы парторганизаторов и ВПШ при ЦК ВКП(б). Всего за первые шесть месяцев войны было мобилизовано 9 тысяч ответственных партийных работников.
10 ноября 1941 года ЦК откомандировал в Главное политуправление 2600 коммунистов на должности политсостава в Красную Армию. Всего в первый год войны в вооружённые силы было призвано свыше миллиона коммунистов. К концу 1941 года в рядах армии числилось свыше 1300 тысяч коммунистов — более 40 % всего состава партии.
С начала 1943 по партийной мобилизации коммунисты направлялись в занятые Советской армией районы для формирования партийных и государственных органов. После окончания войны сотни тысяч коммунистов были заняты на восстановлении народного хозяйства. В сентябре 1953 года после решения пленума ЦК КПСС в колхозы, МТС и совхозы были направлены десятки тысяч руководящих и инженерно-технических работников. 25 марта 1955 года ЦК КПСС и Совет Министров СССР принял постановление «О мерах по дальнейшему укреплению колхозов руководящими кадрами», которое рекомендовало местным партийным и советским органам отобрать на предприятиях и в учреждениях 30 тысяч добровольцев, способных обеспечить руководство колхозами.